# Desetnica (pravljica)
Desetnica je naslov ljudske pravljice in hkrati ime literarnega lika. Pravljico je priredil in zapisal Fran Milčinski, v obliki slikanice pa je izšla v letih 1964 in 1966. Slikanici je ilustrirala Lidija Osterc.

## Desetništvo v ljudskem izročilu
Deseti otrok – deseti brat ali sestra (kar ni le slovenska posebnost ljudskega izročila) - mora od doma v svet in je arhetip otroka sirote. Deseti otrok je po navadi samosvoj in lahko tudi obdarjen z nenavadnimi darovi; razume govor živali, se spozna na zelišča ... Domov se lahko vrne po sedmih letih.
Desetnica kot najmlajša izmed desetih sester je lahko pomočnica smrti (legenda iz vzhodnega Pohorja).
Pri desetih sinovih gre deseti brat sam od doma po svoji volji.
Deseti, deveti, dvanajsti, trinajsti pa tudi sedmi otrok istega spola naj bi bil po ljudskem izročilu bodisi božanstvo, demonsko bitje, jasnovidec, vrač, hkrati pa tudi žrtev, desetina, namenjena nekemu božanstvu. V slovanskih ljudskih pesmih morata desetnica oziroma. desetnik po svetu. Po desetnico pride v nekaterih variantah bela žena, Marija ali vila (v srbski pesmi vila na konju), ko pa se čez mnogo let vrne v rodno vas, je nihče ne prepozna, nočejo je sprejeti v hišo, posledica tega pa je nesreča: smrt matere ali nevihta s požarom. Usoda desetega otroka, namenjenega božanstvu, ki odloča o rojstvu in o smrti, je, da tava po gozdu in po tujih krajih. V slovenskem pripovednem izročilu s Pohorja deseto sestro imenujejo kar smrt. Na Gorenjskem jo imenujejo rojenica, desetemu bratu pa rojenjak. Poznejšega izvora so verjetno pripovedi, kjer nastopa desetnik ali desetnica le v vlogi jasnovidca in vedeževalca, človeka, ki ima nadnaravne sposobnosti. 
Desetnik in desetnica sta se do danes ohranila v ljudskem izročilu Slovanov, Baltov in Ircev. Pri drugih ljudstvih opazimo le nekaj podobnosti z izročilom o sedmem otroku (če so vsi istega spola). Tak otrok naj bi bil bodisi božansko, demonsko bitje ali vrač.
Raziskave ljudskega bajeslovnega lirskega in epskega izročila so pokazale, da je kot desetnik zaznamovan tudi Zeleni Jurij, slovansko božanstvo, ki naj bi prineslo pomladno obnovo in rodovitnost, kot desetnica pa v lirski obliki nastopa njegova sestra Marjetica, ki je posvečena ženskemu božanstvu rodovitnosti in smrti.

## O vsebini
Pravljica Desetnica se vsebinsko razlikuje od ljudske pesmi v dveh stvareh; v ljudski pesmi je deseti hčeri ime Marjetica, medtem ko v pravljici njenega imena ne izvemo. V ljudskem izročilu izhaja Desetnica iz višjega družbenega sloja, to je iz grajske družine, v zgodbi Frana Milčinskega pa iz premožne kmečke družine. Nadaljnji potek zgodbe je pri obeh oblikah popolnoma enak.
Materi in očetu se je rodilo po vrsti že devet hčera in sta si močno želela, da bi deseti otrok bil sin, saj sta vedela, da mora deseti otrok istega spola pri sedmih letih oditi po svetu. Zopet sta dobila deklico, ki je bila lepša od vseh prejšnjih in mati je vedno razmišljala le o tem, da bo hči kmalu morala oditi in je zato velikokrat jokala. To je Desetnica opazila.
Ko je Desetnica dopolnila sedem let, je na okno k materi priletela ptica z zlatim prstanom in rekla materi, naj prstan vzame, ga zamesi v kruh ter razreže na deset kosov. Tista, ki bo prstan dobila, bo morala oditi. Mati je ubogala ptico. Prstan je dobila Desetnica in je takoj spoznala, da bo morala oditi, zato se je oblekla v stare obleke in odšla. Ob slovesu je rekla, da se vrne čez sedem let.
Ko je desetnica prišla v gozd, se je že stemnilo in pod prvo drevo je prišla z namenom, da bi pod njim prenočevala. Drevo ji je to odsvetovalo, saj je vedelo, da bo tisto noč vanj udarila strela, ter jo napotilo k naslednjemu drevesu. To ji je povedalo enako in jo napotilo k tretjemu; šele tam je varno počivala.
Minilo je sedem let in Desetnica se je vrnila domov. Vsa je bila razcapana, zato je lastna mati ni prepoznala. Ni je hotela sprejeti pod streho, kljub temu da jo je Desetnica poklicala mati. Desetnica je razočarana klicala Bogu, da naj vse domače obvaruje, in nato zapustila dom. Mati je kljub temu umrla.

## Interpretacija
Desetnica je tipično ljudsko besedilo. V njem najdemo veliko ljudskih prvin:
- ljudska števila (3, 7, 9, 10)
- kratke in enostavne povedi
- pomanjševalnice (deklica, sinček, ptičica, polančica, hčerkice, culica, sestrice ...)
- veliko ukrasnih pridevkov (imovita kmečka, ljubka deklica, svileno oblekico, raztrgano obleko, temnem gozdu, strašno treskalo …)
- ponavljanja (deklica, deklice; zbogom, zbogom; peci, peci, Bog vas obvarji, Bog vas obvarji ...)

Ima tudi tipično značilnost pravljic - bajeslovna bitja: čudežna ptica in govoreča drevesa.
Ime in usoda Desetnice izhajata iz slovanske mitologije (Marjetica naj bi bila sestra Zelenega Jurija). V epski obliki se pojavi tudi Bog, kar kaže na vpliv krščanstva med Slovani in Slovenci skozi stoletja.
Zgodba se zaključi v duhu čudežnosti in junaštva glavne osebe, saj Desetnica kljub zavrnitvi (sicer neuspešno) prosi za svojo mater in kot junakinja odide spet v svet.
Pri Desetnici sta vidna njena rast in razvoj: iz majhnega dekletca, ki ne razume, zakaj mati joče, hitro dozori ob prejemu prstana, sama spozna svojo usodo in jo plemenito sprejme. Brez pomoči staršev ali drugih sester se odpravi po svetu in si tako že pridobi status junaka. Z uspešnim soočenjem z vsemi težavami se njena osebnost utrjuje in v trenutku, ko se upa zoperstaviti svojim staršem in jih kaznuje, doseže vrh. Zelo premišljeno se zgodba zaključi: kljub temu, da mati na koncu umre, predvsem zaradi spoznanja, da je to njena hči, pa se ustvari drugačna slika; Desetnico vidimo v plemeniti luči, kljub temu, da je nekako kaznovala mater s pomočjo višjih sil.

### Desetnica po Milčinskem
Deseti hčeri v pravljici Frana Milčinskega je ime Alenčica. Je šibkega telesa, zelo tiha in venomer zamišljena. Očetu in materi se je močno smilila, saj sta poznala njeno usodo, ki pa sta jo deklici prikrivala vse do njenega štirinajstega leta. Deklica pa se ni ustrašila svoje usode in jo pogumno odšla v svet. Naenkrat se je iz grajske gospodične, oblečene v svileno oblekico, spremenila v siromakinjo z raztrgano obleko.

## Morfologija pravljice Desetnica po Vladimirju J. Proppu
Vladimir Jakovljevič Propp je bil ruski folklorist, ki je leta 1928 z Morfologijo pravljice postavil temelje za stukturalno-formalno analizo besedil. Pri določevanju teh osnov mu je pomagal študij stotih ruskih »čudežnih« pravljic iz zbirke Anafasjeva, s katerimi je določil kar enaintrideset različnih funkcij likov in sedem različnih likov ter posebno »home–away–home« teorijo.
Poudaril je, da vsaka pravljica zagotovo ne zajema vseh funkcij in likov, prav to pa prispeva k raznolikosti in pestrosti pravljic.

### Funkcije pravljice Desetnica
Izhodiščno stanje: Desetnica se rodila kot deseta zaporedna hči in s tem ji je bila zapečatena kruta usoda.

1. Eden od članov družine odide od doma: Desetnica bo morala oditi, ker bo kmalu dopolnila 7 let in ker je deseta po vrsti.

2. Nekaj se prepoveduje: po navadi junaki nekaj prepovejo, tu pa je zaznati prepoved s strani ptice, ki posredno materi prepove poslati deseto hčer od hiše in ji ponudi rešitev.

3. Kršitev prepovedi: tu se pojavi drugi lik, ki ga Propp imenuje škodljivec. V zgodbi kot škodljivec nastopi ptica.

6. Škodljivec skuša prevarati svojo žrtev: ptiček ponudi prstan, ki bo odločil o usodi vseh hčera.

7. Žrtev vzame prevaro: mati vzame prstan.

8. Škodljivec posledično povzroči manko ali izginotje osebe: mati je vzela prstan, ga dala v kruh in kruh ponudila hčeram. Prstan je dobila Desetnica, zato bo morala oditi.

9. Junak izve za nesrečo ali manko: junaka pošljejo od doma, pri čemer je pobudnik sam – Desetnica se sama preobleče in vzame culo in sama odide.

10. Iskalec/junak se odloči za odpor ali sprejme voljo: v tem primeru imamo namesto iskalca junaka, Desetnico, ki ne kaže odpora zoper usodo.

11. Junak zapusti dom: tu se zopet pojavi nov lik, imenovan darovalec, ki ga junak sreča po naključju, po navadi v gozdu. Tako desetnica v gozdu sreča drevesa, ki ji svetujejo.

12. Junaka preizkušajo: Desetnica je preizkušana; od nje je odvisno, če bo verjela drevesom glede strele in si tako sama kroji usodo, čeprav to ni tipično preizkušanje junaka, ga je pa vseeno zaznati.

13. Junak se odzove na dejanja darovalca: Desetnica upošteva nasveta dveh dreves in odide pod varno drevo.

17. Junak je zaznamovan: druge oblike zaznamovanja: Desetnica izgleda zanemarjeno in razcapano, je bosa in umazana.

20. Junak se vrne: Desetnica pride do doma.

23. Junak prispe domov, ne da bi ga prepoznali: Desetnica pride domov, ne da bi jo mati prepoznala.

30. Škodljivca kaznujejo. tu pride do dileme; ni več jasno, kdo je pravi škodljivec - je to mati ali ptica? Propp razlaga, da to ni nič nenavadnega, saj se vloge enega lika velikokrat prenesejo na drugega. Ne nek način je mati drugi škodljivec, saj je nanjo bila prenesena funkcija škodljivca s tem, ko je poslušala ptico. Mati je kaznovana s smrtjo.
Ostale funkcije so preprosto izpuščene, saj jih ne zaznamo.

### Teorija »home – away – home«
To je preprosta teorija, ki pravljico vsebinsko deli na tri dele:
HOME: Desetnica je doma. Opisuje dogajanje pred odhodom.
AWAY: se začne, ko Desetnica odide od doma in zajema vse dogajanje do prihoda domov.
HOME: pa je vse dogajanje, ki se dogaja po vrnitvi.

## Desetnica in motiv desetništva v slovenskem prostoru
Motiv desetnice se v slovenski kulturi pojavlja kar pogosto:
- Najbolj znano je delo Josipa Jurčiča Deseti brat.
- Desetnica Frana Milčinskega je bila prevedena tudi v francoski in madžarski jezik.
- Desetnica (Josip Vandot).
- Desetnica je bila objavljena v več izdajah Babica pripoveduje (Kristina Brenkova), v slovenskih ljudskih pesmih (Merhar B.), v ˙Najlepših basnih (Marjeta Zorec); najdemo jo tudi v Fran Milčinski: Slovenska klasika VI. in v zbirki Jakoba Kelemine: Bajke in pripovedke slovenskega ljudstva.
- Motiv desetnice imata tudi predstava Čarovnik ali do sreče je treba peš (desetnica Angelca) in otroška gledališka predstava Frana Roša - Desetnica Alenčica.
- V današnjem času se ime desetnica pojavlja pri že zelo odmevnem festivalu Ana Desetnica, festival kulture in umetnosti.
- Zelo znana in visoko cenjena je nagrada Desetnica - nagrada za najboljše slovensko mladinsko literarno delo, ki jo podeljuje Društvo slovenskih pisateljev, sekcija za mladinsko književnost